# 療護施設自治会 全国ネットワーク
療護施設自治会 全国ネットワーク（りょうごしせつじちかい ぜんこくねっとわーく、略称:自治会ネット）。とは日本の障害者支援施設（旧療護施設）で生活している障害当事者とその支援者による団体である。全国各地の施設内の自治会のネットワーク団体として活動を行っている。
機関紙は「あした」。東京都清瀬市の清瀬療護園内に事務局を置いている。

## 概要
1992年に都内の療護施設や救護施設の自治会が集まって「施設共闘東京ネットワーク」を設立した。この団体を母体に1994年に設立。以来、施設で生活する障害当事者の生活環境の向上を目指して。各施設の自治会が集まる全国的なネットワーク団体として活動している。施設職員や外部の研究者の協力を求めて全国規模で療護施設調査を行ったり、「療護施設と人権」シンポジウム＆全国大会の開催、行政交渉等を行っている。障害者の生活保障を要求する連絡会議（障害連）に加盟しており、他にもDPI日本会議などの他の障害者団体と共同して活動している。
活動目的を自治会ネットは以下のように表明している。
出典。

### 主な自治会ネットに加盟する団体・自治会のある施設
- 多摩療護園
- 日野療護園
- 清瀬療護園
- 湘南希望の郷
- 八王子療護園
- みずき
- 西多摩療育支援センター 楽

出典。